# Dziná
Dziná es una localidad, comisaría del municipio de Motul en el estado de Yucatán localizado en el sureste de México.

## Toponimia
El nombre (Dziná) proviene del idioma maya.

## Demografía
Según el censo de 2005 realizado por el INEGI, la población de la localidad era de 0 habitantes.
| ?                           | 165 | 128 | 71 | 91 | 101 | 69 | 12 | 12 | ? | ? | 0 |
| (Fuente: INEGI [Consultar]) |     |     |    |    |     |    |    |    |   |   |   |

## Galería

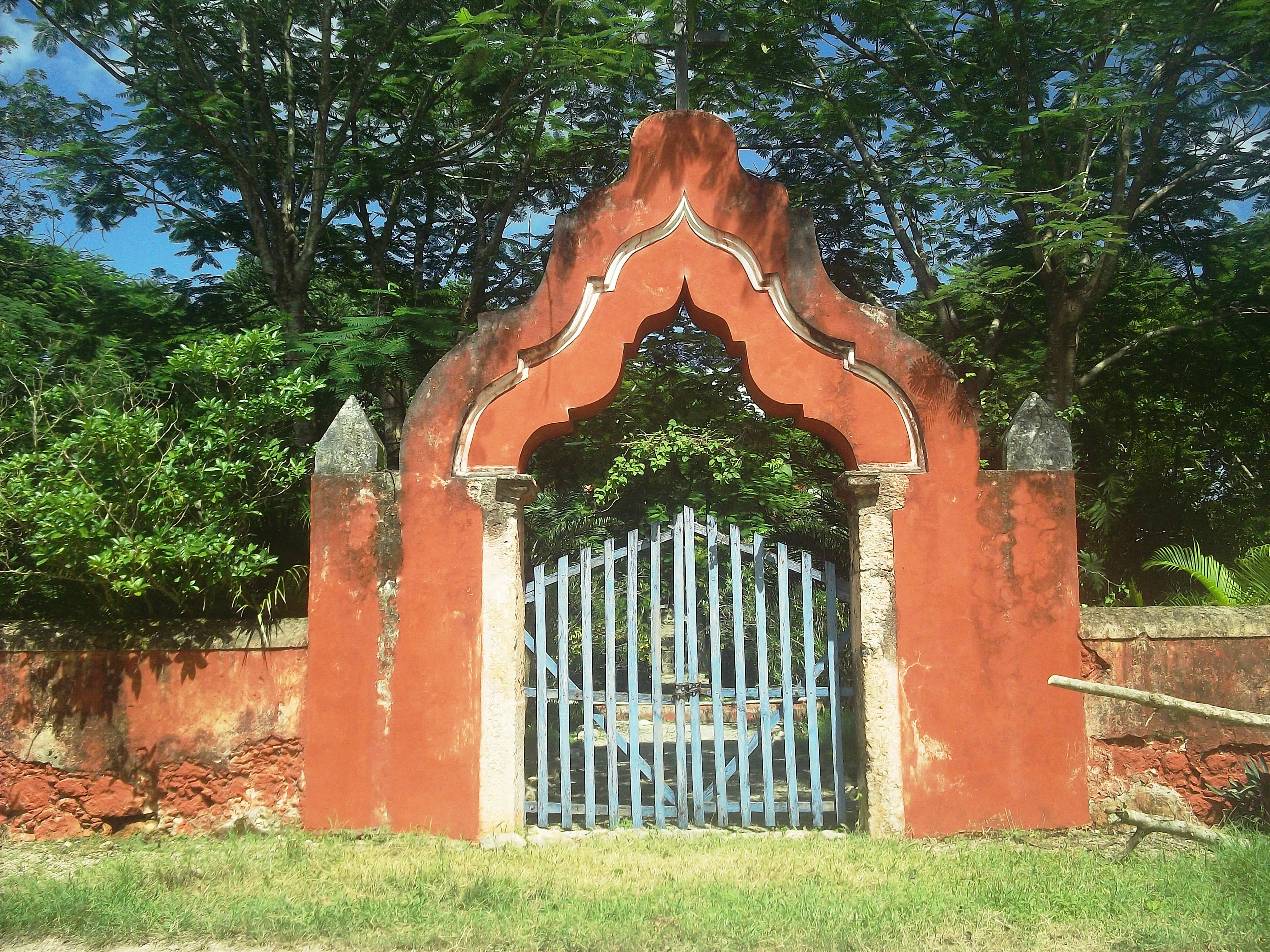
Arco de Dziná.
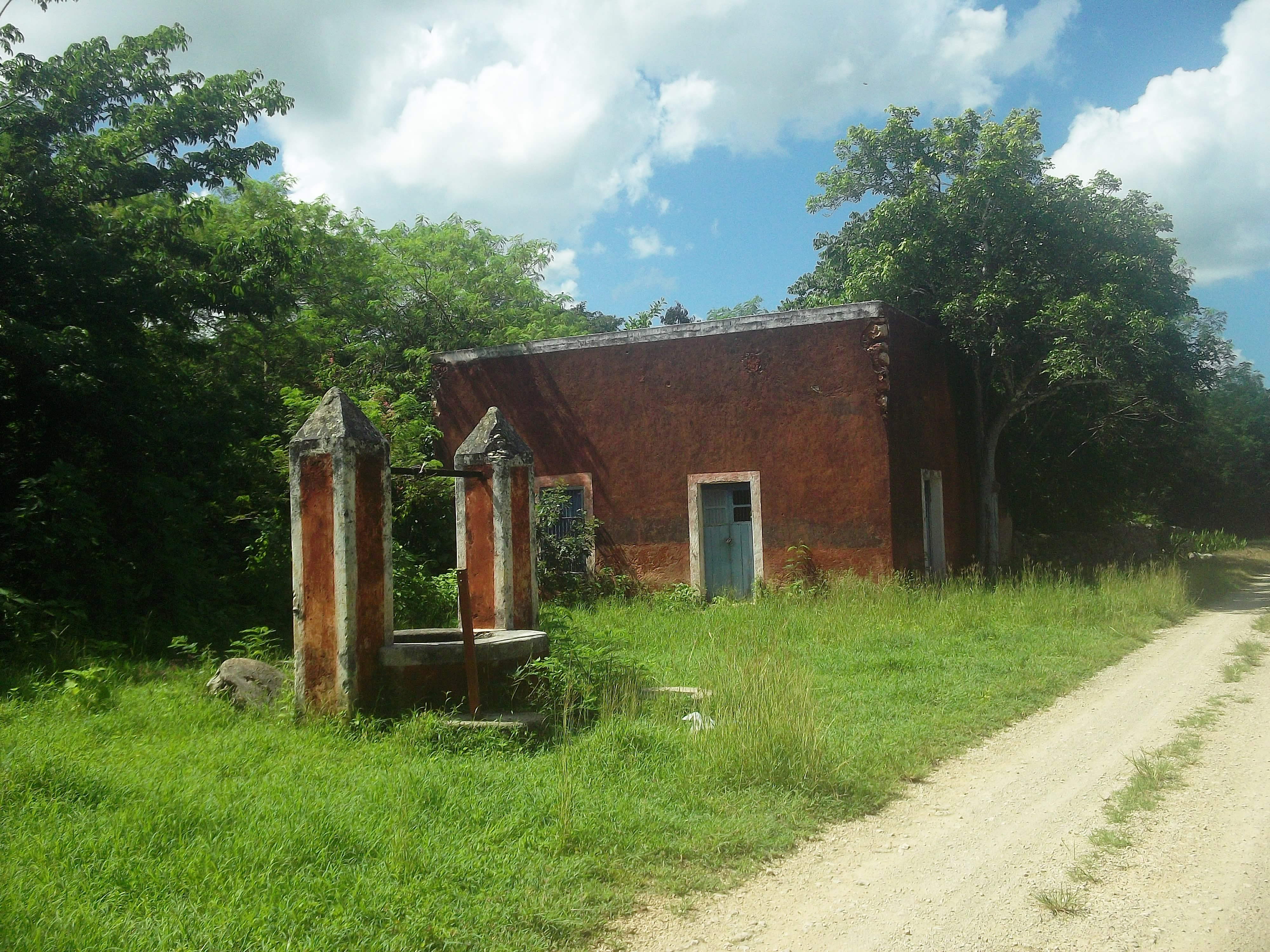
Vista de Dziná.
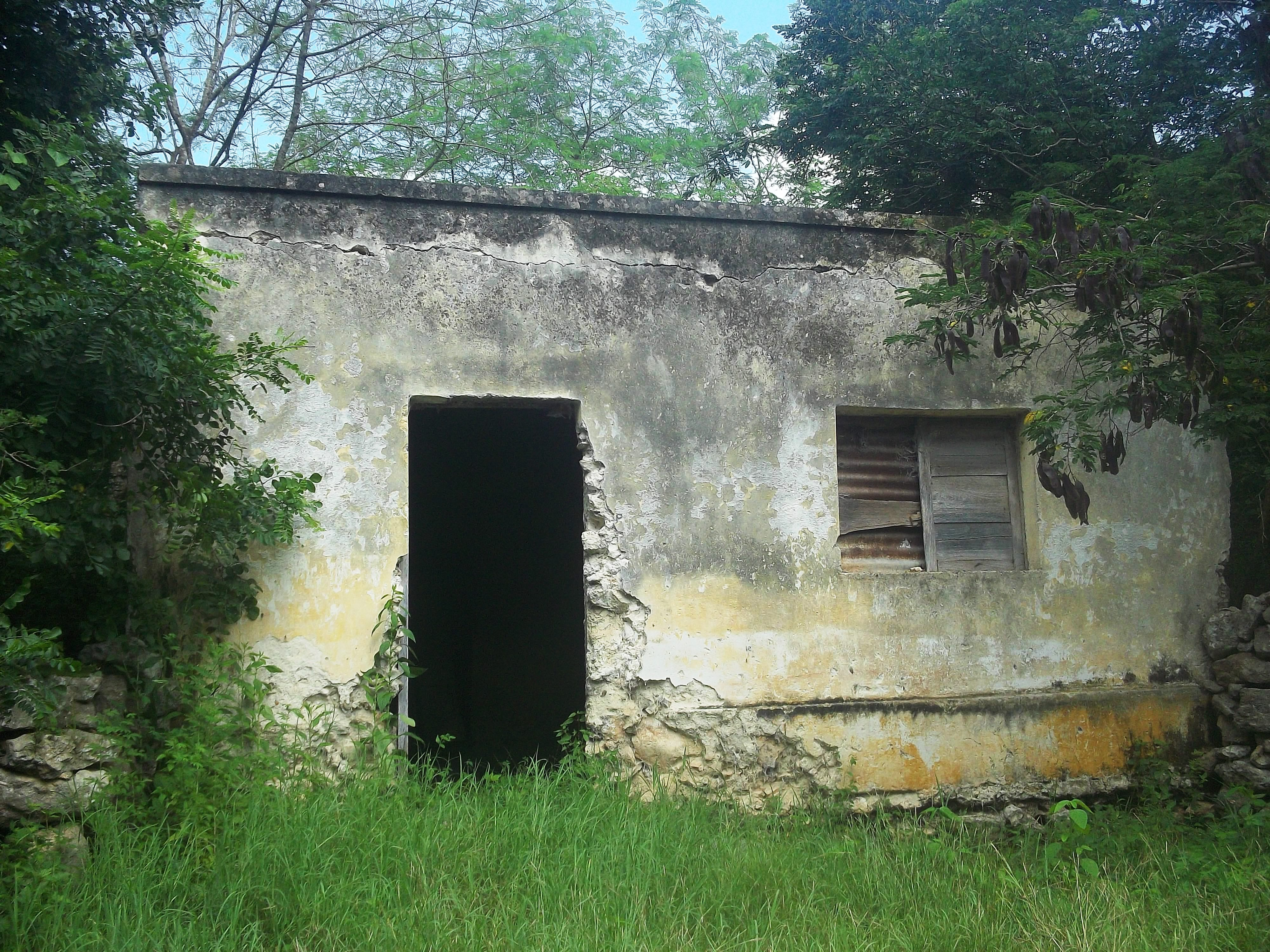
Vista de Dziná.
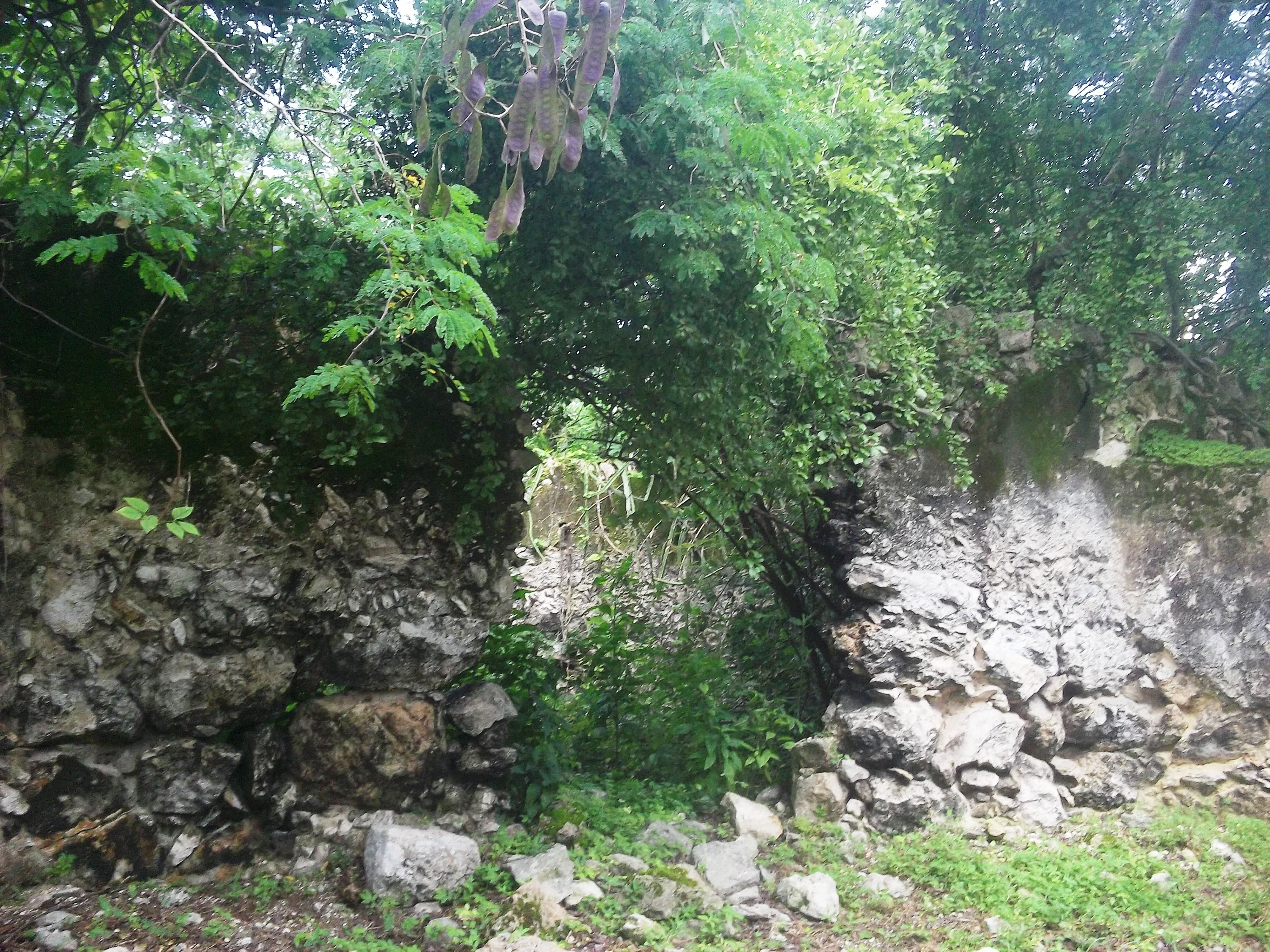
Vista de Dziná.
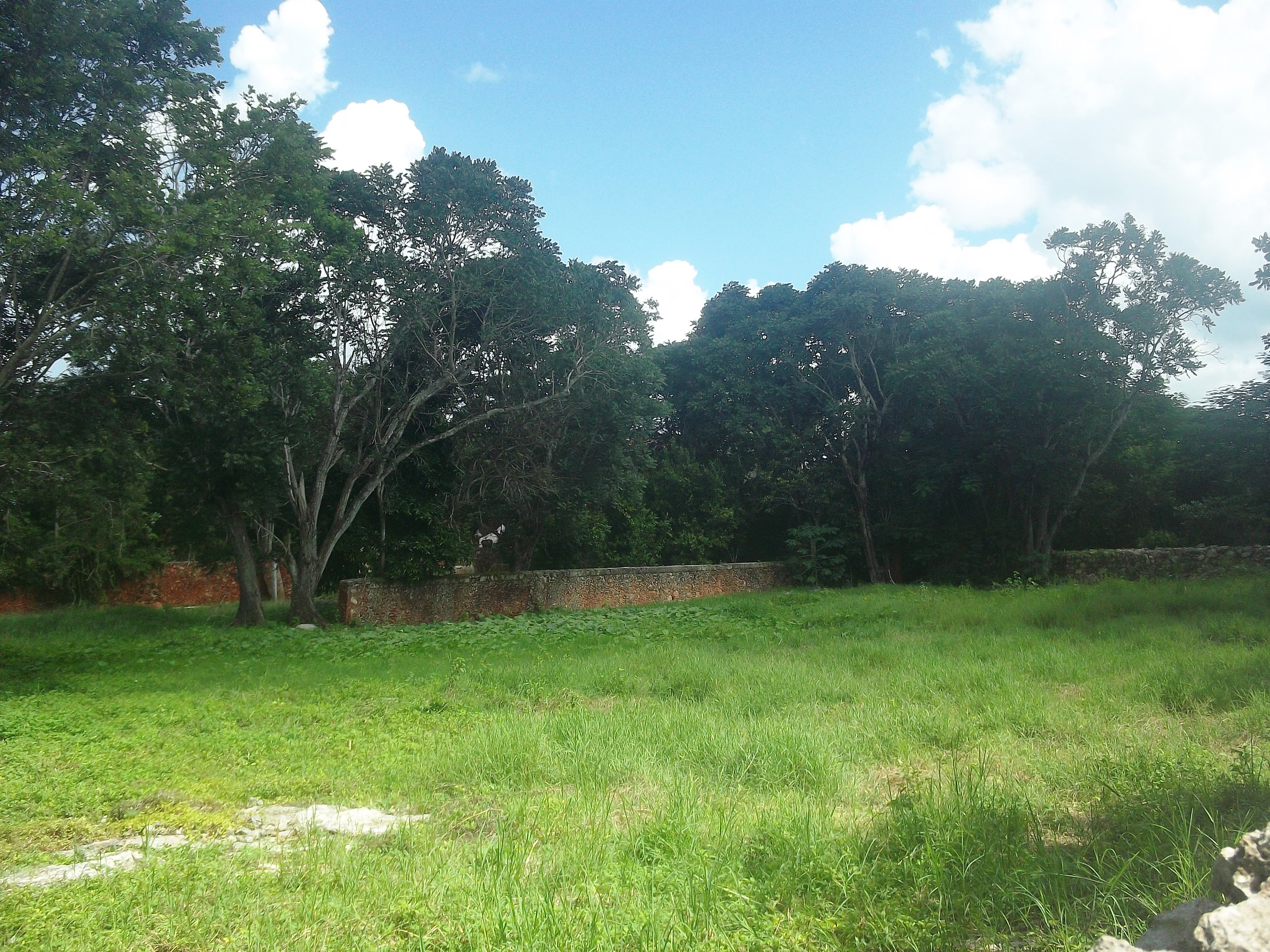
Vista de Dziná.
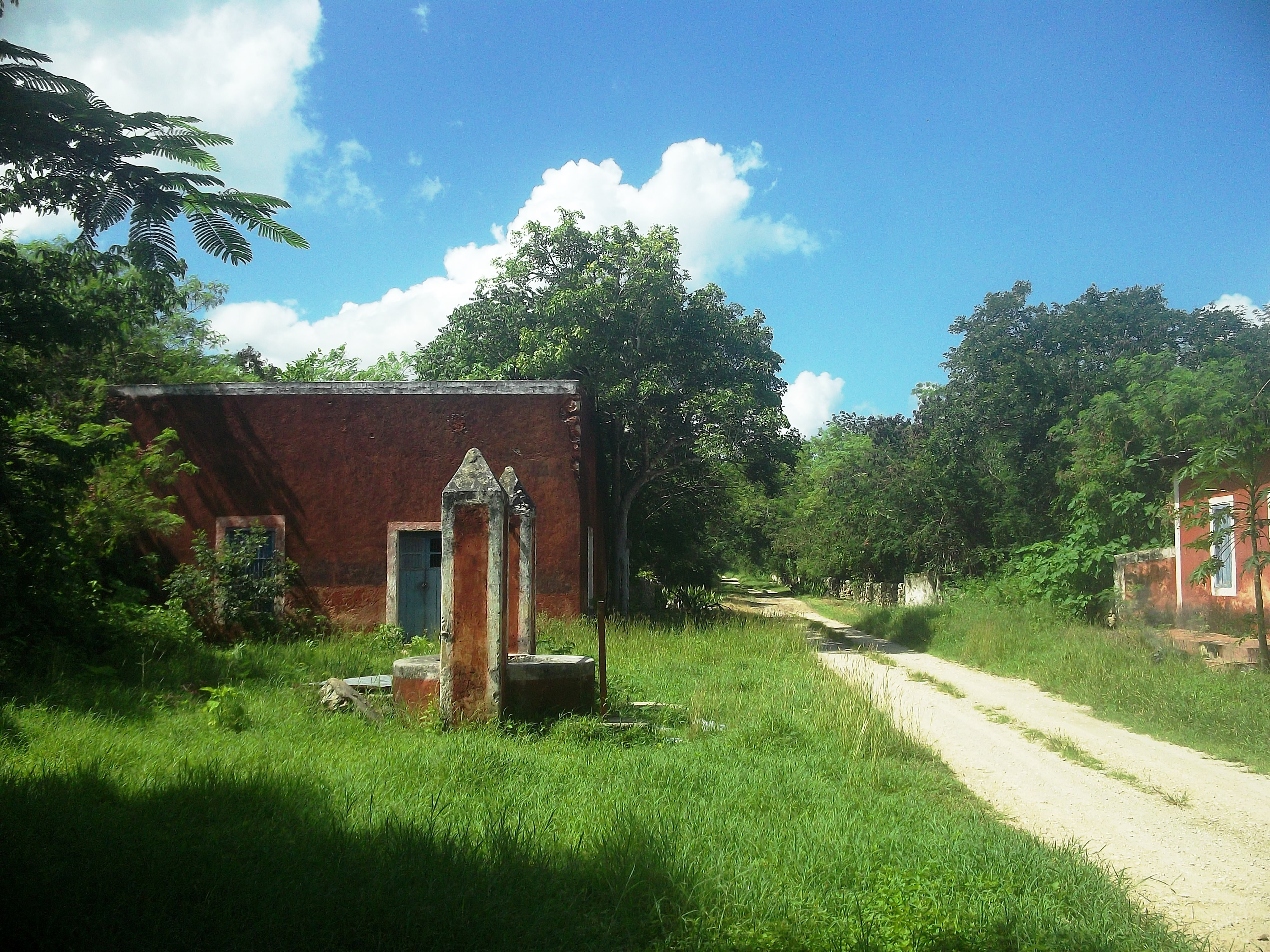
Vista de Dziná.
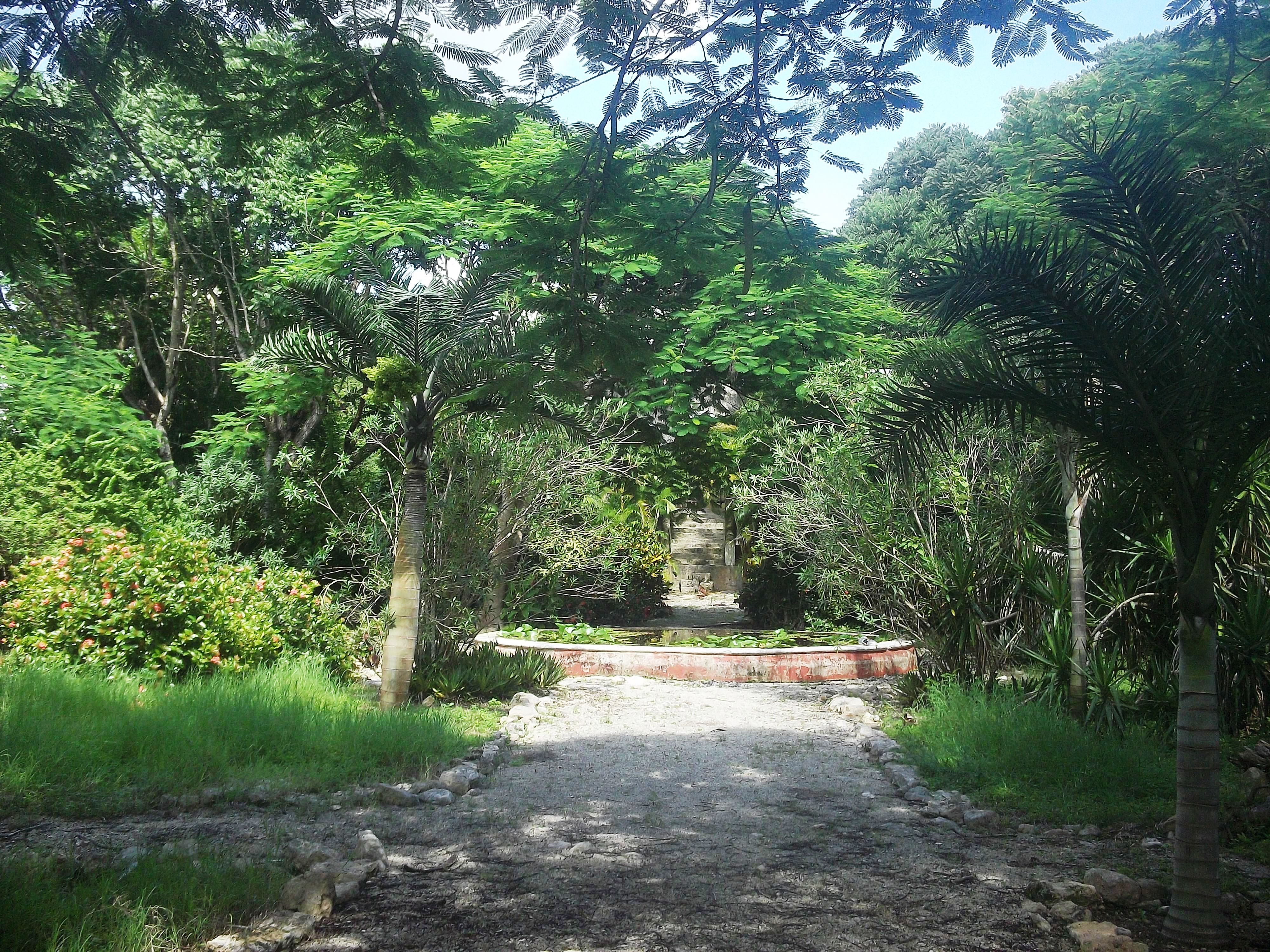
Vista de Dziná.
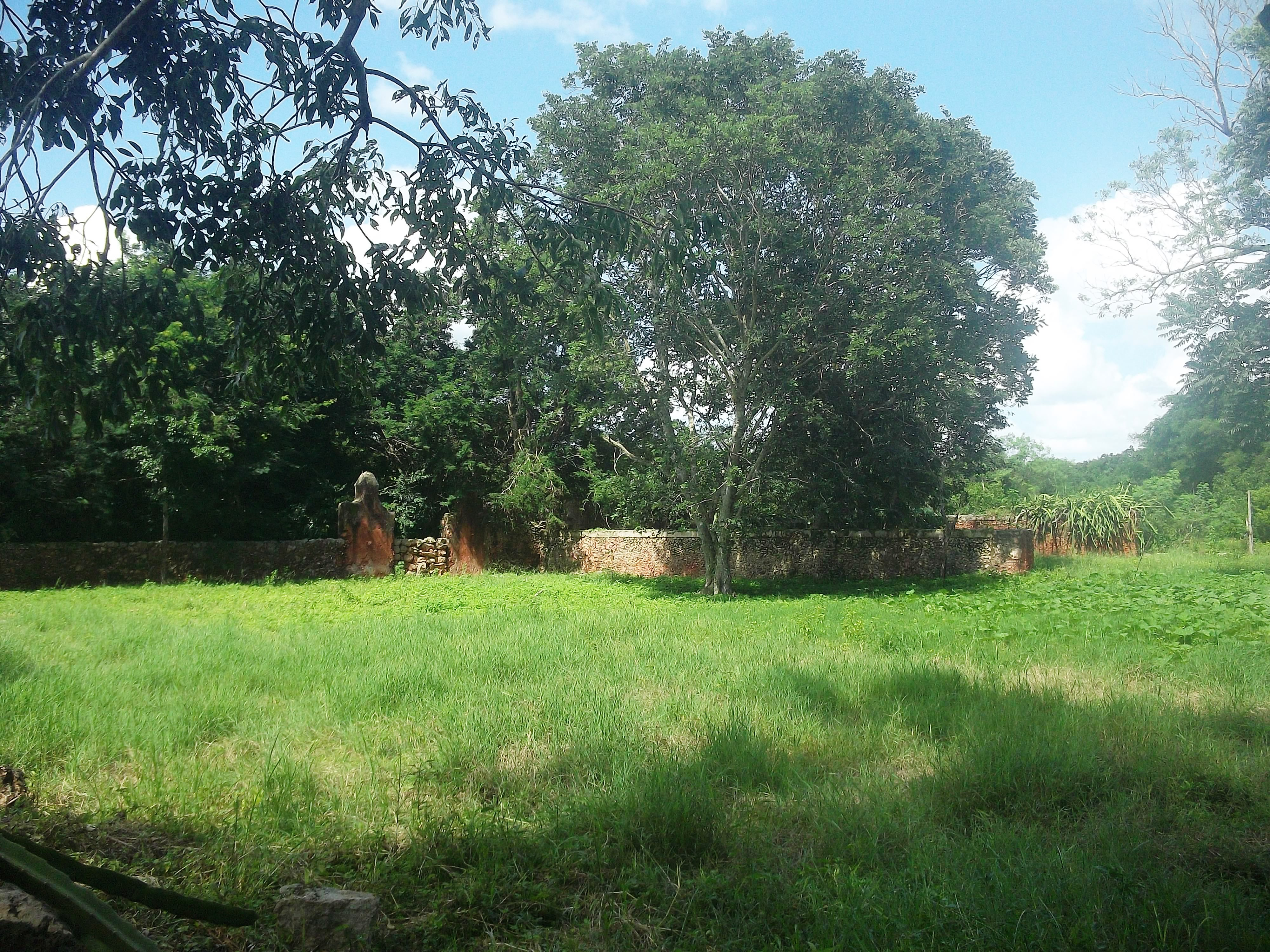
Vista de Dziná.
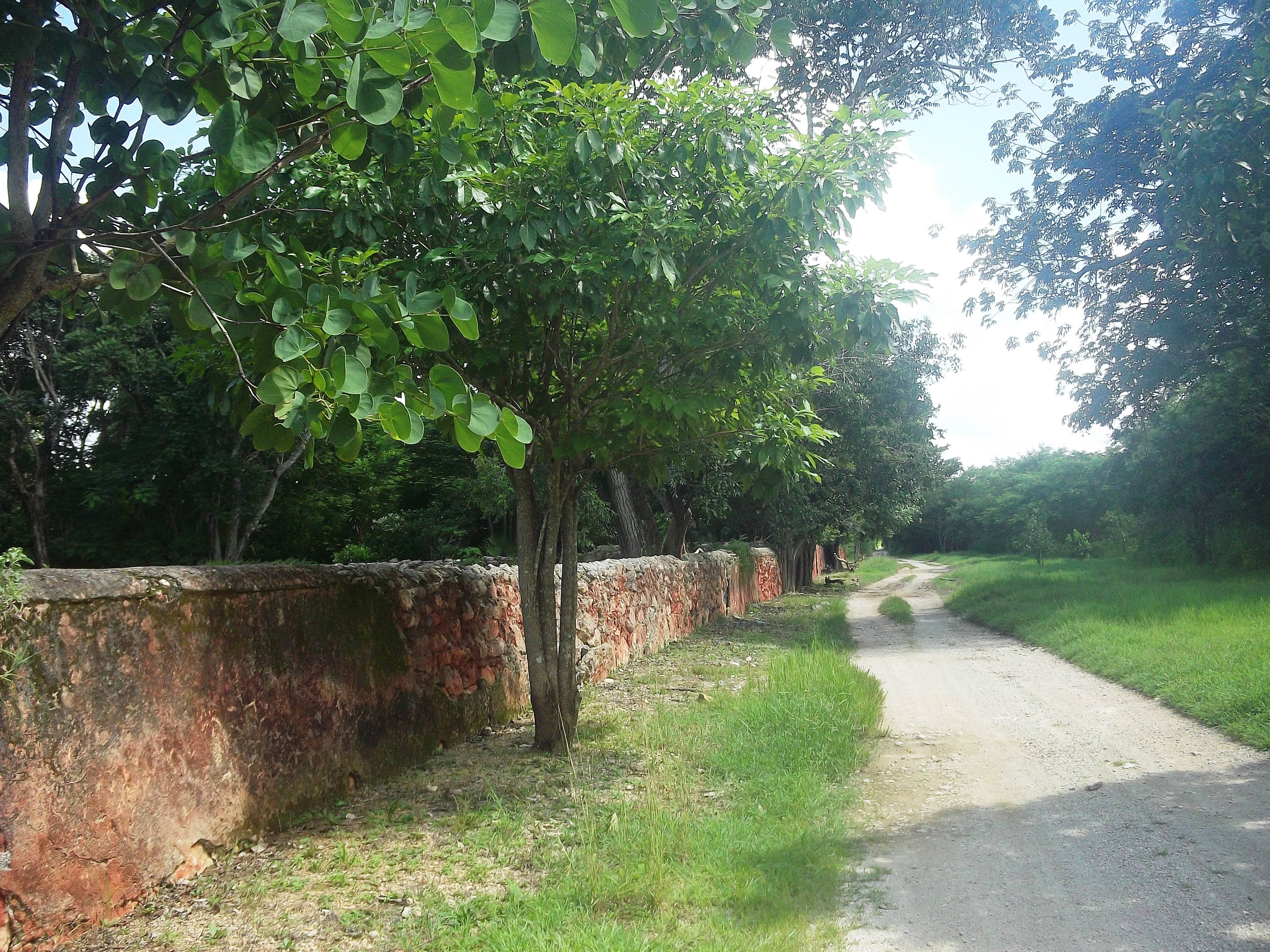
Vista de Dziná.
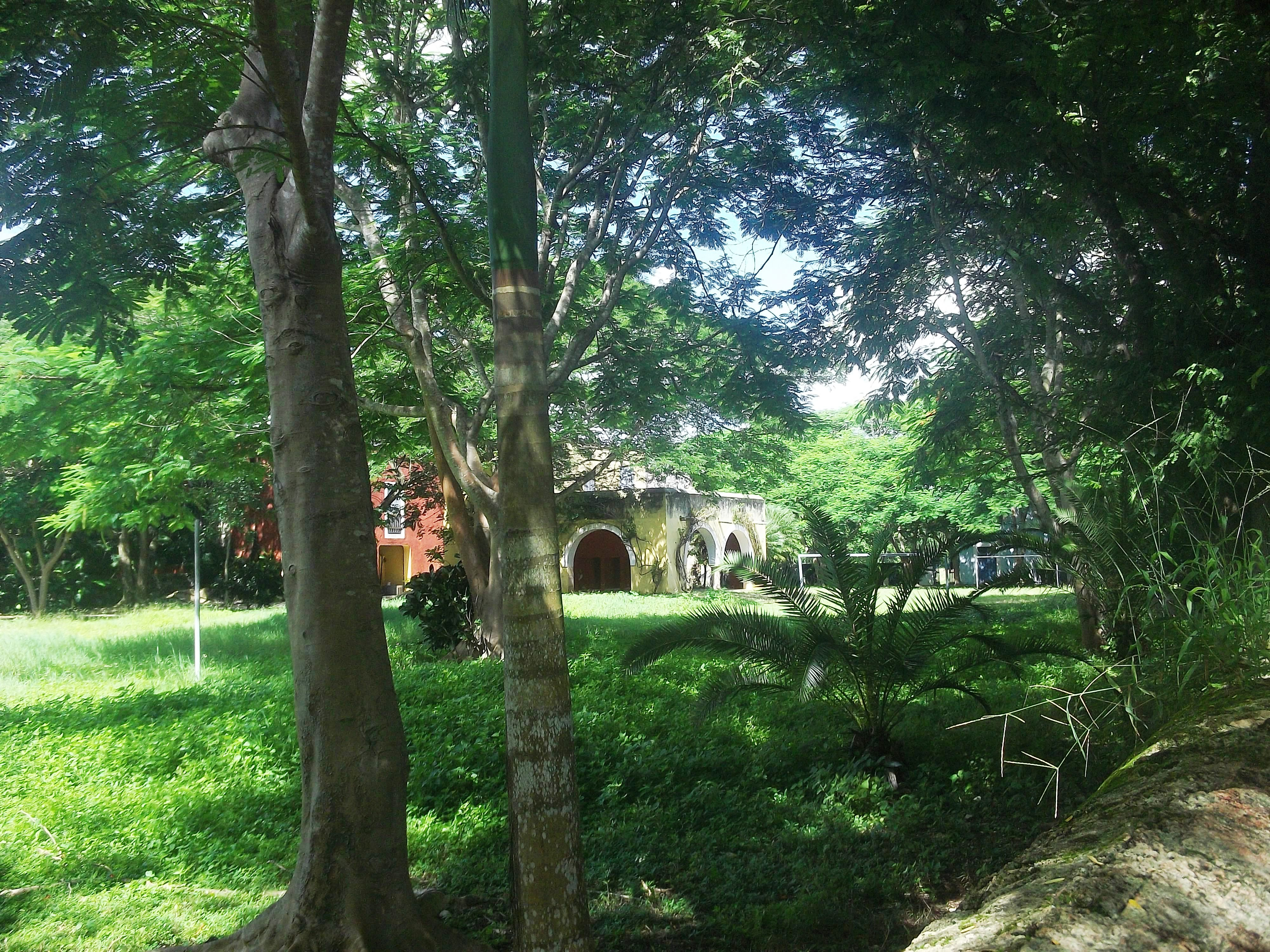
Vista de Dziná.
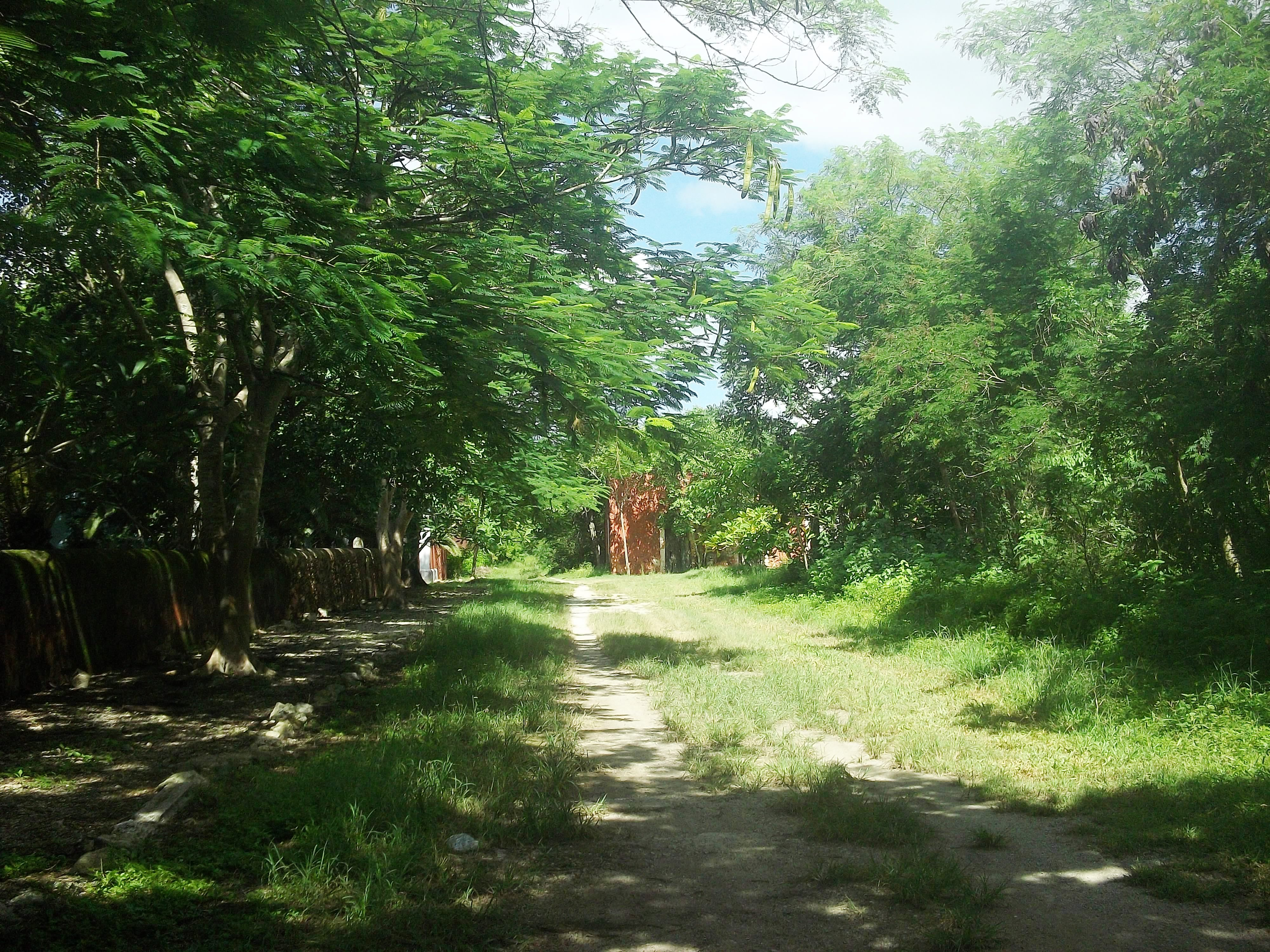
Vista de Dziná.